# Perelandra (album)
Perelandra is het tweede studioalbum van de Amerikaanse muziekgroep Glass Hammer. Het is hun eerste album dat via de gewone verkoopkanalen werd uitgegeven; hun eerste album was alleen via internet en via de telefoon te verkrijgen. De muziek laat diverse stijlen voorbij komen zoals Pink Floyd en Emerson, Lake & Palmer, maar ook bijvoorbeeld Yes en Renaissance. Het is een conceptalbum, dat losjes gebaseerd is op de romans van de Ransom- of ruimtetrilogie (waarvan het tweede deel Perelandra heet) en De Kronieken van Narnia, beide van de doorwrochte christen C.S. Lewis. Glass Hammer liet de christelijke elementen echter niet al te zeer op de voorgrond treden. Het album is opgenomen in Chattanooga (Tennessee), thuisbasis van de band.

## Musici
- Stephen Babb (toen nog Stephen DeArque geheten) / zang, toetsinstrumenten, basgitaar, basspedal, zoomitar
- Fred Schendel / zang, toetsinstrumenten, gitaar, slagwerk
- Walter Moore / zang, gitaar
- Michelle Young / zang
- Milton Hamerick / steel gitaar
- Randy Burt / saxofoon
- Tracy Cloud / zang
- David Carter / akoestische gitaar

## Composities
Allen van Babb en Schendel:

| Nr. | Titel                 | Duur  |
| --- | --------------------- | ----- |
| 1.  | Now Arriving          | 2:02  |
| 2.  | Time Marches On       | 10:36 |
| 3.  | Lliusion              | 9:05  |
| 4.  | The Way to Her Heart  | 4:47  |
| 5.  | Felix the Cat         | 2:31  |
| 6.  | Now Departing         | 1:05  |
| 7.  | Perelandra            | 8:07  |
| 8.  | Le Danse Final        | 5:18  |
| 9.  | That Hideous Strength | 3:57  |
| 10. | Enda the Lion         | 1:02  |
| 11. | Into the Night        | 4:40  |
| 12. | Heaven                | 8:37  |